# سمولباي
سمولباي (بالسويدية: Smulpaj) هي حلوى سويدية، تختلف عن الفطائر التقليدية في أنها لا تحتوي على قشرة عجين، بدلاً من ذلك، تضاف الحشوات مباشرة إلى طبق الفطيرة بعد دهنه بالزبدة.

## طريقة التحضير
تخلط الزبدة مع السكر، ودقيق القمح، ودقيق الشوفان لعمل عجينة مفتتة تُرش فوق الحشوات. بعد ذلك، تُخبز حتى تصبح القشرة ذهبية اللون. تُحضر السمولباي عادةً باستخدام التفاح، أو الراوند، أو التوت الأزرق، وتُقدم مع الكريمة المخفوقة، أو الكاسترد بالفانيلا، أو الآيس كريم.